# Golden Lovers
Golden☆Lovers fue un tag team de lucha libre profesional, conocidos por trabajar principalmente en la New Japan Pro-Wrestling (NJPW), que consistía en Kenny Omega y Kota Ibushi. El equipo se formó en enero de 2009 en la promoción japonesa Dramatic Dream Team, donde pasarían los próximos cinco años. 
El equipo se disolvió cuando Omega abandonó el DDT para ir a NJPW en octubre de 2014. Omega e Ibushi se reunieron en NJPW en The New Beginning in Sapporo en enero de 2018.
Sus logros incluyen ser una vez Campeones Peso Pesado Junior en Parejas de la IWGP, dos veces Campeones en Parejas de KO-D y dos veces Campeones 6-Man en Parejas de KO-D.

## Historia

### Dramatic Dream Team (2009-2014)
En julio de 2008, el luchador canadiense Kenny Omega comenzó su primera gira japonesa con la promoción DDT Pro-Wrestling , donde rápidamente se hizo amigo de Kota Ibushi , con los dos formando un equipo de etiqueta llamado "Golden☆Lovers" en enero de 2009. El 24 de enero, Ibushi y Omega derrotaron a Harashima y Toru Owashi para ganar el KO-D Tag Team Championship por primera vez. Después de una defensa exitosa, perdieron el título ante Francesco Togo y Piza Michinoku el 10 de mayo. Durante los años siguientes, Omega e Ibushi se establecieron como uno de los mejores equipos de etiquetas en el circuito independiente japonés.
En Sweet Dreams 2014, vencieron a los Yankees Nichokenju (Isami Kodaka y Yuko Miyamoto) y Konosuke Takeshita y Tetsuya Endo, en un combate de Triple Threat match se ganó el Campeones en Parejas de KO-D por segunda vez.

### New Japan Pro-Wrestling (2010-2014, 2018-2019)
El 31 de enero de 2010, los Golden ☆ Lovers hicieron su debut para New Japan Pro-Wrestling (NJPW), derrotando a Gedo y Jado por detención de árbitros, cuando Jado fue herido de forma legítima. Posteriormente, los Golden☆Lovers se enfrascaron en una rivalidad con Apollo 55, un equipo de etiqueta compuesto por Prince Devitt y Ryusuke Taguchi. El 11 de octubre en el evento Destruction'10 de NJPW, los Golden☆Lovers derrotaron al Apollo 55 para ganar el Campeonato Peso Pesado Junior en Parejas de la IWGP en un combate que más tarde fue nombrado el Partido del Año 2010 por Tokyo Sports.
El 3 de octubre de 2014, Omega anunció que abandonaría DDT y firmaría con NJPW, donde Ibushi ya era semi-regular. Sin embargo, con Ibushi recientemente se mudó a la división de peso pesado de NJPW, Omega declaró que los Golden☆Lovers se hicieron como un equipo de etiqueta debido a su deseo de permanecer en la división de peso pesado junior.  Los Golden☆Lovers lucharon juntos su último combate el 26 de octubre de 2014, cuando derrotaron a Danshoku Dino y Konosuke Takeshita en el combate de despedida de DDT de Omega.

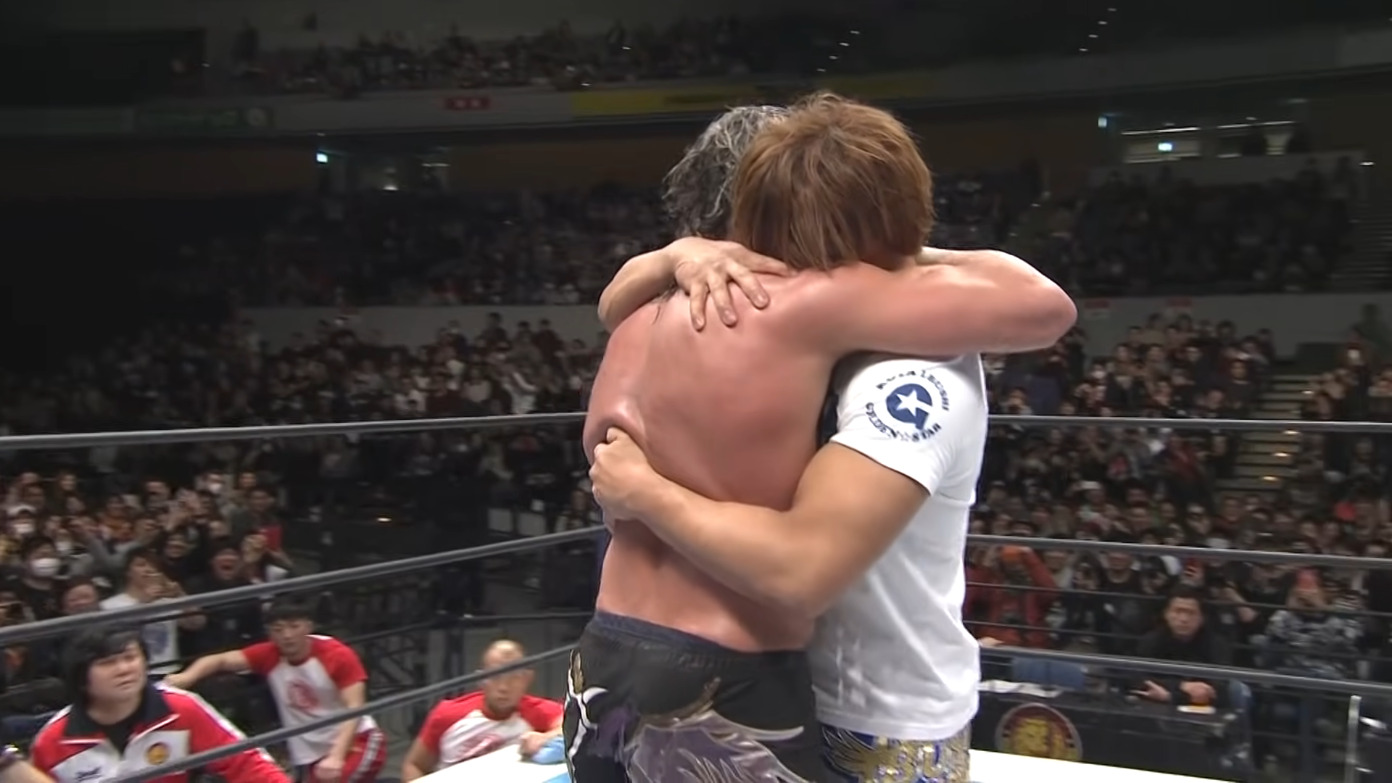
Los Golden☆Lovers reunidos en enero de 2018.

El 28 de enero de 2018, los  aparentemente fueron reformados después de que aparentemente Omega fuera expulsado del Bullet Club y atacado por su colega Cody. Ibushi hizo el rescate de Omega mientras que Bullet Club huía de la escena. Al principio, Omega se negó a estrechar la mano de Ibushi, pero momentos después, Omega e Ibushi se abrazaron emocionalmente mientras el confeti caía al ring. En Honor Rising: Japan Night 2 el 28 de febrero, los Golden☆Lovers ganaron su primer combate de reunión como equipo contra Cody y Marty Scurll. Después del combate, Omega e Ibushi se enfrentaron a The Young Bucks y desafiaron a una lucha en Strong Style Evolved el 25 de marzo, que ganaron los Golden☆Lovers.
En Wrestle Kingdom 13, Ibushi perdió el Campeonato de Peso Abierto NEVER ante Will Ospreay y Omega perdió el Campeonato Peso Pesado de la IWGP ante Hiroshi Tanahashi. A finales de enero, Omega dejó NJPW para unirse a All Elite Wrestling en los Estados Unidos, mientras que Ibushi se quedó en NJPW a tiempo completo, disolviéndose por segunda vez.

## En lucha
- Movimientos de doble equipo
  - Golden-Trigger (Simultaneous wrist-locks into knee strikes)
  - Golden Shower (Simultaneous 450° splashes from the same turnbuckle)[1]
  - PK Kokoro Ω (Aided piledriver)[2][3]
- Movimientos de la firma
  - Hadouken by Omega followed by a Bridging German suplex by Ibushi
  - Cross Slash (Simultaneous over the corner slingshot into springboard moonsaults to the outside)
  - You Can't Escape (Rolling fireman's carry slam by Omega into a standing shooting star press by Ibushi followed by consecutive corner springboard moonsaults from the middle rope)
  - Powerbomb toss by Omega into a German suplex by Ibushi
  - Electric chair toss by Omega into a roundhouse kick by Ibushi
- Tema de entrada
  - "Air Man ga Taosenai / I Cannot Defeat Airman" de Team.Nekokan (DDT)[4]

## Campeonatos y logros
- DDT Pro-Wrestling
  - KO-D 6-Man Tag Team Championship (2 veces) - con Gota Ihashi (1) y Daisuke Sasaki (1)
  - KO-D Tag Team Championship (2 veces)

- New Japan Pro-Wrestling
  - IWGP Heavyweight Championship (1 vez) - Omega (1)
  - NEVER Openweight Championship (1 vez) - Ibushi (1)
  - IWGP Junior Heavyweight Tag Team Championship (1 vez)

- Tokyo Sports
  - Best Bout Award (2014)  vs. Konosuke Takeshita and Tetsuya Endo el 28 de octubre

- Wrestling Observer Newsletter
  - Lucha 5 estrellas (2018)  vs. The Young Bucks (Matt Jackson & Nick Jackson) en Strong Style Evolved el 25 de marzo